# Ремона Берчелл
Ремона Берчелл (15 вересня 1991 , Парафія Вестморленд, Корнволл ) — ямайська легкоатлетка, що спеціалізується на бігу на короткі дистанції, олімпійська чемпіонка 2020 року.

## Основні міжнародні виступи
| Рік                | Змагання                     | Місце проведення           | Місце              | Дисципліна            | Результат          | Примітки           |
| Представник Ямайка | Представник Ямайка           | Представник Ямайка         | Представник Ямайка | Представник Ямайка    | Представник Ямайка | Представник Ямайка |
| ------------------ | ---------------------------- | -------------------------- | ------------------ | --------------------- | ------------------ | ------------------ |
| 2018               | Чемпіонат світу в приміщенні | Бірмінгем, Велика Британія | 8                  | біг на 60 метрів      | 7.50               |                    |
| 2021               | Олімпійські ігри             | Токіо, Японія              | 5 (з.)             | естафета 4×100 метрів | 42.15              | SB                 |
| 2022               | Чемпіонат світу              | Юджин                      | 3 (з.)             | естафета 4×100 метрів | 42.37              | SB                 |